# Douglas Chandler

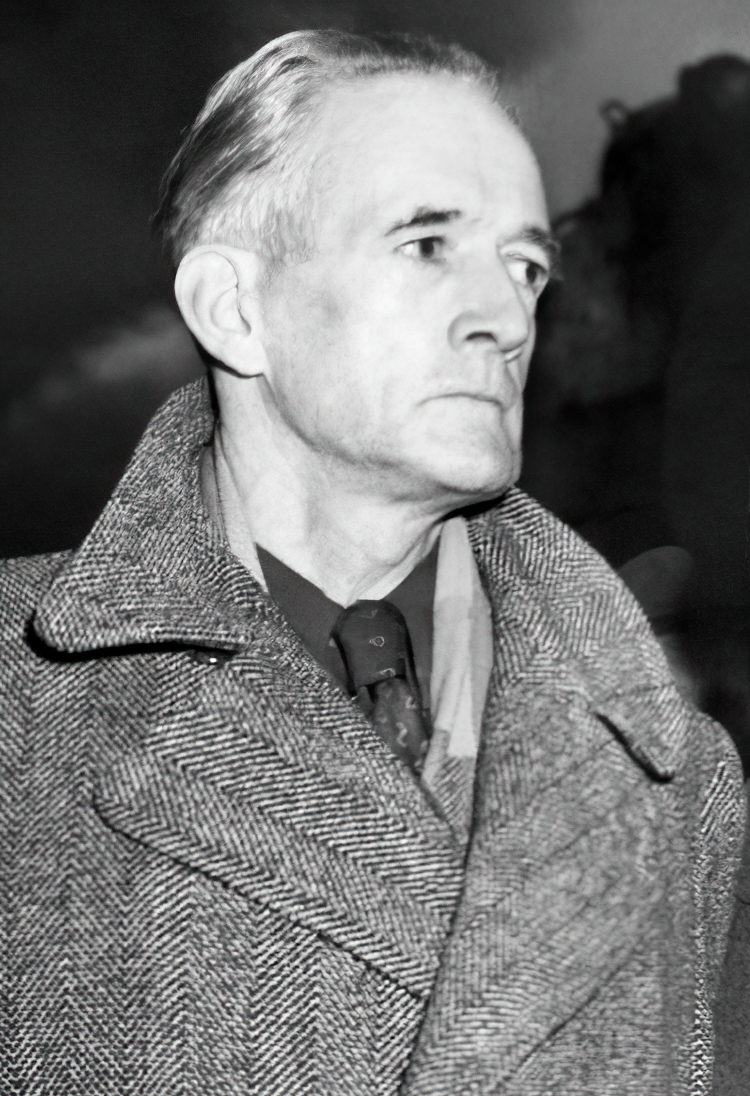
Douglas Chandler, 1947

Douglas Chandler (* 1889 in Chicago, Illinois; † nach 1963 in Connecticut; auch Paul Revere oder Lord Ho-Hum) war ein US-amerikanischer Journalist und Radiopropagandist des Großdeutschen Rundfunks.

## Leben
Chandler wuchs mit zwei Schwestern in Baltimore auf. Er besuchte eine Privatschule und trat mit 18 Jahren in die Werbebranche ein. Kurz vor Ende des Ersten Weltkrieges war er in der US-Marine und schrieb danach, neben anderen Geschäften, eine Kolumne für die Zeitung Baltimore Sunday American.
1924 heiratete er Laura Jay Wurts aus Pittsburgh, die Tochter des Westinghouse-Erfinders und Dozenten des Carnegie Institute of Technology (heute Carnegie Mellon University), Alexander Jay Wurts, einem Nachkommen John Jays. In der Großen Depression, die Chandler dem „unamerikanischen Nebel aus dem Sumpf der importierten jüdisch-bolschewistischen Subversion“ zuschrieb, erlitt er wirtschaftlichen Schaden und zog mit seiner Frau und zwei kleinen Töchtern 1931 nach Triest.

### Europa
Die Familie lebte in Frankreich, Österreich, Deutschland, Jugoslawien, und Italien. Chandler schrieb für die deutsche Presse und ab 1936 für National Geographic geologische und ethnologische Artikel. Seit 1927 beschäftigte er sich mit dem Nationalsozialismus; er hatte bereits vor Kriegsbeginn Kontakt mit Rolf Hoffmann, einem Mitarbeiter der Reichspressestelle. 1940 zog er von Jugoslawien nach Florenz und entwickelte die Idee, als Radiomoderator die Amerikaner vor dem Eintritt in den europäischen Krieg zu warnen. Er sprach zuerst die italienische Regierung unter Benito Mussolini an, die aber ablehnte.
Der US-Konsul in Florenz erlaubte Chandler nicht, mit seinem amerikanischen Pass nach Deutschland zu reisen; er zog mit einem deutschen Fremdenpass im Februar 1941 nach Berlin, seine Familie folgte ihm später.

### Großdeutscher Rundfunk
Chandler bot dem deutschen Propagandaministerium seine Mitarbeit an und sendete für sechs Monate als „Paul Revere“ in die Vereinigten Staaten. Das Intro seiner Radiosendungen bestand aus dem Yankee Doodle, begleitet vom Geräusch galoppierender Pferde.
Nach dem Angriff auf Pearl Harbor, als US-Amerikaner aus Berlin repatriiert wurden, entschied sich Chandler zu bleiben. Anfang 1942 unterschrieb er einen Vertrag als Kommentator für USA-Nachrichten mit der Reichsrundfunkgesellschaft-Deutsche Kurzwellenstation. Für diese Arbeit erhielt er 1.000 Reichsmark monatlich. Daneben hatte Chandler zwei weitere Verträge zu je 750 RM – mit der Fremdsprachendienst-Agentur und der Anti-Komintern. Damit verdiente er mehr als doppelt so viel wie der Leiter der USA-Abteilung der Kurzwellenstation, wie das US-Gericht 1948 feststellte.
Zwischen Juli und Oktober 1942 unterbrach er seine dreimal wöchentlichen Sendungen wegen des Todes seiner Frau Laura und dann erneut im Sommer 1943, diesmal für fünf Monate. Über den deutschen Kurzwellentransmitter wurden seine in Wien aufgezeichneten Sendungen nach Berlin übertragen, dort auf Tonband aufgezeichnet und gesendet. Nachdem er im Frühjahr 1944 wegen Krankheit für 2 Monate nicht sendete, zog er im Oktober des Jahres nach Durach und zeichnete bis Februar 1945 in München auf. Die Stelle als Superintendent der Kurzwellenstation, die man ihm nun anbot und für die er sich 1943 erfolglos beworben hatte, lehnte er diesmal ab und zog nicht nach Berlin.

### Verhaftung
Eine erste Anklage wegen Landesverrats gegen Chandler wurde durch den United States District Court Columbia am 26. Juli 1943 erhoben.
Im Mai 1945 wurde Chandler in Durach von der United States Army verhaftet, am 23. Oktober jedoch wieder freigelassen. Auf Anfrage des US-Justizministeriums wurde er am 12. März 1946 erneut festgenommen und im Dezember des Jahres über Paris, die Azoren, Gander (Neufundland), entlang der Chesapeake Bay, über den Potomac River (alles keine US-'Landfläche') und 'Westmoreland Field' bei Boston, Massachusetts, nach Washington D.C. verbracht. Hier wurde er formell verhaftet, unter die alte Anklage von 1943 gestellt und dem Distriktmarshal für Massachusetts übergeben, da er sich dort „zuerst wieder im Land aufgehalten hatte“. Die Umstände ergaben sich aus dem rechtlichen Problem, dass der beklagte Landesverrat nicht in den Vereinigten Staaten, sondern im Ausland stattgefunden hatte, Chandler nicht im Land war und er zudem im District of Columbia zusammen mit Robert Best angeklagt werden sollte.

### Prozess
Der Chandlerprozess war der erste einer Serie gegen frühere Propagandisten der Achsenmächte mit US-Staatsbürgerschaft. Es folgten unter anderem Mildred Gillars, Robert Best und Iva Ikuko Toguri D’Aquino. In Großbritannien war ihm der Fall William Joyce’ 1946 vorausgegangen, der die juristische Richtung vorgab.
Zu seiner Verteidigung gab Chandler an, das er seinem Land helfen wollte. 16 ehemalige deutsche Mitarbeiter sagten im Prozess gegen ihn aus. Sein Anwalt plädierte wegen seines Antisemitismus auf eine paranoide Form von Irrsinn; die Geschworenen folgten dem insofern, als sie der vom Ankläger Oscar R. Ewing geforderten Todesstrafe wegen Untergrabung der Moral an der Heimatfront und im Feld, nicht folgten. Dass Chandler eventuell nur die Anweisungen des täglichen Briefings der Radio-Ressortleiter durch Joseph Goebbels ausgeführt hatte, wie ein Interviewpartner Ewings 1969 ansprach, wurde nicht thematisiert.
Douglas Chandler wurde am 3. Dezember 1948 zu lebenslänglichem Gefängnis und $ 10.000 Geldstrafe verurteilt. Dass Chandlers Tätigkeit so hoch bewertet wurde, lag auch am Stellenwert, der Subversion, Spionage und Propaganda während des Zweiten Weltkrieges mittlerweile als vierter militärische Kraft (neben Luft-, Land- und Seestreitkräften) in den Vereinigten Staaten beigemessen wurde (siehe dazu: Office of the Coordinator of Information, United States Office of War Information).
1953 suchte eine seiner Töchter Oscar Ewing, den ehemaligen Sonderassistenten des Generalstaatsanwalts und nun Federal Security Administrator, der die Prozessserie in Gang gesetzt hatte, auf und bat um eine Empfehlung zur Haftaussetzung oder Begnadigung für ihren Vater. Dieser lehnte ab. Erst 1963 wurde Chandler von Präsident Kennedy begnadigt.